# Västergötlands runinskrifter 73
Västergötlands runinskrifter 73 är en vikingatida runsten vid Synnerby kyrka, Synnerby socken och Skara kommun. Runstenen är av ljusgrå granit, 2,55 meter hög, 0,55 meter bred och 0,65 meter tjock. Runhöjden är 10-11 centimeter. Stenen har tidigare varit inmurad i Synnerby kyrkas östra vägg och restes på sin nuvarande plats på kyrkogården år 1936.

## Inskriften
Translitterering av runraden:
× karʀ × auk × kali × reistu × stin × þensi × eftiʀ × ueurþ : faþur × sin · muk · kuþan · þekn ·
Normalisering till runsvenska:
Karr ok Kali/Kalli ræistu stæin þannsi æftiʀ Veurð, faður sinn, miok goðan þegn.
Översättning till nusvenska:
Kår och Kale reste denna sten efter Veurd, sin fader, en mycket god tägn.